# Kuća Stanušić-Bibić u Hvaru
Kuća Stanušić-Bibić u gradiću Hvaru, Grgura Bučića 2 i Kroz Burak 33, zaštićeno kulturno dobro.

## Opis
Renesansna dvokatnica izgrađena oko 1510. od majstora Stanušića u središnjem dijelu Burka, poznata i kao Casa degli angeli. Sjevernim i zapadnim pročeljem otvorena je prema glavnoj ulici predjela. Nadograđena trećim katom u 19. stoljeću. Kvadratičnog tlocrta, zaključena četverovodnim krovom. Ističe se arhitektonskom plastikom. Nad prozorom kata zapadnog pročelja je reljef s motivom anđela.

## Zaštita
Pod oznakom Z-5148 zavedena je kao nepokretno kulturno dobro - pojedinačno, pravna statusa zaštićena kulturnog dobra, klasificirano kao "stambene građevine".